# Arnaud Kerckhof
Arnaud François Kerckhof (Calais, 13 marzo 1984) è un cestista francese.

## Palmarès
- Coppa di Francia: 1

Gravelines: 2005
- Match des Champions: 1

Gravelines: 2005